# Glareolidae
Los glareólidos (Glareolidae) son una familia de aves del orden Charadriiforme que incluye a varias especies conocidas vulgarmente como corredores y canasteras.

## Taxonomía
La familia Glareolidae incluye cinco géneros repartidos en dos subfamilias, con un total de 18 especies:
- Subfamilia Cursoriinae
  - Cursorius
  - Rhinoptilus

- Subfamilia Glareolinae
  - Stiltia
  - Glareola